# Aphaenogaster hesperia
Aphaenogaster hesperia är en myrart som beskrevs av Santschi 1911. Aphaenogaster hesperia ingår i släktet Aphaenogaster och familjen myror. Inga underarter finns listade i Catalogue of Life.